# Дик Браун
„Dik Braun je nacrtao strip pod nazivom ,,Hogar stašni”. Strip je prvi put objavljen 1973.godine. Strip je crtao do 1988. godine, pa je strip nastavio da crta njegov sin Kris. Preveden je na 13 jezika. To je zanimljiv strip o vikingu Hogaru, koji ima sina i ćerku i ženu Helgu.Strip je jako smešan i prikladan za decu.” Baš sam lepo opisao strip i ne bih voleo da mi neko izbriše. AUTORSKA PRAVA!